# Ljustjärnen (Los socken, Hälsingland, 684051-143373)
Ljustjärnen är en sjö i Ljusdals kommun i Hälsingland och ingår i Dalälvens huvudavrinningsområde.